# Tuyến Chūō (tốc hành)
Tuyến Chūō (tốc hành) (中央線快速 (Trung ương Tuyến Khoái Tốc) Chūō-sen kaisoku) được đặt cho dịch vụ tốc hành trên đoạn hướng Đông của Tuyến chính Chūō, quản lý bởi Công ty đường sắt Đông Nhật Bản (JR East) giữa ga Tokyo và Takao.

## Dữ liệu cơ bản
- Quản lý: Công ty đường sắt Đông Nhật Bản (dịch vụ và đường sắt)
  - Tokyo – Takao: 53,1 km (33,0 mi)
- Đoạn song ray: toàn bộ tuyến
- Tín hiệu đường sắt: ATS
- Trung tâm CTC: Tokyo Operations Control Center

## Dịch vụ
Mặc dù tuyến Chūō (tốc hành) chỉ đề cập đến phần giữa ga Tokyo và Takao, nhiều tàu liên tục đi qua Takao đến Ōtsuki. Nó bao gồm cả tốc hành giới hạn và nhiều dịch vụ tốc hành khác. Để biết thêm chi tiết, xem bài viết Tuyến chính Chūō. Ngoài ra, tàu tuyến Chūō (tốc hành) không dừng lại tại một số ga giữa ga Ochanomizu và Nakano; để biết thêm về thông tin dịch vụ, xem Tuyến Chūō-Sōbu.
Tuyến Chūō (tốc hành) sử dụng 2 đường ray tốc hành trên tổng 4 đường trên đoạn giữa ga Ochanomizu và Mitaka. Đi qua Mitaka, tàu sử dụng cả đường ray trên cả hai đường sắt còn lại. Kể từ khi các đường tốc hành không có sân chờ tại một số sân ga trong trung tâm Tokyo, mặc dù các dịch vụ chậm nhất của tuyến Chūō (tốc hành) bỏ qua một vài ga và trước đó được gọi là "tốc hành" (快速). Ngoài các loại hình cơ bản của "tốc hành", còn có một vài biến thể của các loại dịch vụ với vài điểm dừng.
Tốc hành
Dịch vụ này là phổ biến nhất trên tuyến Chūō (tốc hành); họ dừng ở tất cả các nhà ga phía Tây của Nakano. Sau Nakano, nó dừng lại ga Shinjuku, Yotsuya, Ochanomizu, và Kanda trước khi đến ga cuối Tōkyō. Vào ngày cuối tuần và ngày lễ, tàu không dừng tại ga Asagaya, Kōenji, hoặc Nishi-Ogikubo. Màu sắc của toa tàu, ký hiệu ga và sơ đồ tuyến là màu cam (■).
Chūō tốc hành đặc biệt • Ōme tốc hành đặc biệt
xxxxthumb|Chūō tốc hành đặc biệt]]
Bốn dịch vụ mỗi giờ lúc ngoài giờ cao điểm dừng giới hạn giữa ga Tokyo và Tachikawa, và dừng tại tất cả các ga hướng tây của Tachikawa. Chūō tốc hành đặc biệt nằm trên tuyến chính Chūō đến Takao và Ōtsuki trong khi Ōme tốc hành đặc biệt đến Tuyến Ōme. Màu sắc của dịch vụ trên sơ đồ dịch vụ là màu xanh dương (■) cho Chūō tốc hành đặc biệt và màu xanh lá (■) cho Ōme tốc hành đặc biệt. Dịch vụ này dừng tại Mitaka và Kokubunji giữa ga Nakano và Tachikawa. Nó tiếp tục từ Nakano như dịch vụ tốc hành.
Tàu tốc hành
Dịch vụ tàu tốc hành mở vào mỗi tối cuối tuần. Màu sắc của dịch vụ trên sơ đồ dịch vụ là màu tím (■). Nó dừng tại ga Ogikubo và Kichijōji ngoài ra nó còn là trạm dừng của Chūō tốc hành đặc biệt.
Tàu tốc hành đặc biệt
Dịch vụ mỗi sáng cuối tuần cho Tokyo; hai từ Ōtsuki, hai từ Ōme và một từ Takao. Nó dừng trên tất cả ga cho đến Takao, Hachiōji, Tachikawa, Kokubunji, và Shinjuku và tiếp tục như dịch vụ tốc hành từ Shinjuku. Dịch vụ từ Ōme từ tuyến Ōme dừng trên tất cả ga trên tuyến Ōme. Màu của dịch vụ trên sơ đồ dịch vụ là màu hồng (■).

## Danh sách nhà ga
- Tất cả ga đều nằm ở Tokyo.
- Đối với thông tin trên tuyến Chūō hướng tây Takao, xem tại bài viết Tuyến chính Chūō.
- Đối với thông tin trên Azusa, Kaiji, và tốc hành giới hạn khác và tàu theo mùa có thể tìm thấy trên các trang tương ứng.

Ghi chú
- ●・○: Tất cả tàu dừng (○: chỉ buổi sáng và tối)
- ｜: Tất cả tàu đi qua
- ◆: Tất cả tàu đi qua vào cuối tuần và ngày lễ
- ◇: Tàu ngoài xuất phát qua Shinjuku
- ∥: Tàu không đi qua đoạn này của đường ray

| Số ga | Tên             | Tiếng Nhật | Khoảng cách (km) | Khoảng cách (km) | Tốc hành | Tàu tốc hành | Tốc hành đặc biệt | Tốc hành đặc biệt Ōme | Tàu Tốc hành đặc biệt | Tuyến Chūō /Ōme | Chuyển đổi | Vị trí    |
| Số ga | Tên             | Tiếng Nhật | Ga giữa          | Tổng             |          |              |                   |                       |                       |                 | Chuyển đổi | Vị trí    |
| ----- | --------------- | ---------- | ---------------- | ---------------- | -------- | ------------ | ----------------- | --------------------- | --------------------- | --------------- | --- | --------- |
| JC=01 | Tokyo           | 東京       | -                | 0,0              | ●        | ●            | ●                 | ●                     | ●                     | ●               | - Tokaido Shinkansen - Tohoku Shinkansen - Yamagata Shinkansen - Akita Shinkansen - Hokkaido Shinkansen - Joetsu Shinkansen - Hokuriku Shinkansen - JK Tuyến Keihin-Tōhoku - JT Tuyến Tōkaidō - ■ Tuyến Ueno–Tokyo - JY Tuyến Yamanote - JO Tuyến Yokosuka - JO Tuyến Sōbu (Cao tốc) - JE Tuyến Keiyō - M Tuyến Tokyo Metro Marunouchi (M-17) - T Tuyến Tokyo Metro Tōzai (Ōtemachi: T-09) | Chiyoda   |
| JC-02 | Kanda           | 神田       | 1,3              | 1,3              | ●        | ●            | ●                 | ●                     | ●                     | ｜              | - JY Tuyến Yamanote - JK Tuyến Keihin-Tōhoku - G Tuyến Tokyo Metro Ginza (G-13) | Chiyoda   |
| JC-03 | Ochanomizu      | 御茶ノ水   | 1,3              | 2,6              | ●        | ●            | ●                 | ●                     | ●                     | ｜              | - JB Tuyến Chūō-Sōbu (Local) - M Tuyến Tokyo Metro Marunouchi (M-20) - C Tuyến Tokyo Metro Chiyoda (Shin-Ochanomizu) (C-12) | Chiyoda   |
| JC-04 | Yotsuya         | 四ツ谷     | 0,8              | 6,6              | ●        | ●            | ●                 | ●                     | ●                     | ｜              | - JB Tuyến Chūō-Sōbu (Local) - M Tuyến Tokyo Metro Marunouchi (M-12) - N Tuyến Tokyo Metro Namboku (N-08) | Shinjuku  |
| JC-05 | Shinjuku        | 新宿       | 0,7              | 10,3             | ●        | ●            | ●                 | ●                     | ●                     | ●               | - JY Tuyến Yamanote - JB Tuyến Chūō-Sōbu (Local) - JA Tuyến Saikyō - JS Tuyến Shōnan-Shinjuku - Tuyến Keio - Tuyến Keio Mới - Tuyến Odakyu Odawara - M Tuyến Tokyo Metro Marunouchi (M-08) - S Tuyến Toei Shinjuku (S-01) - E Tuyến Toei Oedo (E-27, Shinjuku-nishiguchi: E-01) - Tuyến Seibu Shinjuku (Seibu-Shinjuku)                                                                    | Shinjuku  |
| JC-06 | Nakano          | 中野       | 1,9              | 14,7             | ●        | ●            | ◇                 | ●                     | ｜                    | ｜              | N Tuyến Tokyo Metro Tōzai (T-01) | Nakano    |
| JC-07 | Kōenji          | 高円寺     | 1,4              | 16,1             | ◆        | ｜           | ｜                | ｜                    | ｜                    | ｜              | | Suginami  |
| JT-08 | Asagaya         | 阿佐ケ谷   | 1,2              | 17,3             | ◆        | ｜           | ｜                | ｜                    | ｜                    | ｜              | | Suginami  |
| JC-09 | Ogikubo         | 荻窪       | 1,4              | 18,7             | ●        | ●            | ｜                | ｜                    | ｜                    | ｜              | M Tuyến Tokyo Metro Marunouchi (M-01) | Suginami  |
| JC-10 | Nishi-Ogikubo   | 西荻窪     | 1,9              | 20,6             | ◆        | ｜           | ｜                | ｜                    | ｜                    | ｜              | | Suginami  |
| JC-11 | Kichijōji       | 吉祥寺     | 1,9              | 22,5             | ●        | ●            | ｜                | ｜                    | ｜                    | ｜              | Tuyến Keiō Inokashira | Musashino |
| JC-12 | Mitaka          | 三鷹       | 1,6              | 24,1             | ●        | ●            | ●                 | ●                     | ｜                    | ｜              | | Mitaka    |
| JC-13 | Musashi-Sakai   | 武蔵境     | 1,6              | 25,7             | ●        | ｜           | ｜                | ｜                    | ｜                    | ｜              | Tuyến Seibu Tamagawa | Musashino |
| JC-14 | Higashi-Koganei | 東小金井   | 1,7              | 27,4             | ●        | ｜           | ｜                | ｜                    | ｜                    | ｜              | | Koganei   |
| JC-15 | Musashi-Koganei | 武蔵小金井 | 1,7              | 29,1             | ●        | ｜           | ｜                | ｜                    | ｜                    | ｜              | | Koganei   |
| JC-16 | Kokubunji       | 国分寺     | 2,3              | 31,4             | ●        | ●            | ●                 | ●                     | ●                     | ｜              | Tuyến Seibu Kokubunji Tuyến Seibu Tamako | Kokubunji |
| JC-17 | Nishi-Kokubunji | 西国分寺   | 1,4              | 32,8             | ●        | ｜           | ｜                | ｜                    | ｜                    | ｜              | Tuyến Musashino | Kokubunji |
| JC-18 | Kunitachi       | 国立       | 1,7              | 34,5             | ●        | ｜           | ｜                | ｜                    | ｜                    | ｜              | | Kunitachi |
| JC-19 | Tachikawa       | 立川       | 3,0              | 37,5             | ●        | ●            | ●                 | ●                     | ●                     | ●               | JC Tuyến Ōme (nhiều tàu đi/đến Tokyo) JN Tuyến Nambu Tuyến Tama Toshi Monorail (Tachikawa-Kita, Tachikawa-Minami) | Tachikawa |
| JC-20 | Hino            | 日野       | 3,3              | 40,8             | ●        | ●            | ●                 | Đi qua/ từ Tuyến Ōme  | ｜                    | ｜              | | Hino      |
| JC-21 | Toyoda          | 豊田       | 2,3              | 43,1             | ●        | ●            | ●                 | Đi qua/ từ Tuyến Ōme  | ｜                    | ｜              | | Hino      |
| JC-22 | Hachiōji        | 八王子     | 4,3              | 47,4             | ●        | ●            | ●                 | Đi qua/ từ Tuyến Ōme  | ●                     | ●               | JH Tuyến Yokohama Tuyến Hachikō Tuyến Keiō (Keiō-Hachiōji) | Hachiōji  |
| JC-23 | Nishi-Hachiōji  | 西八王子   | 2,4              | 49,8             | ●        | ●            | ●                 | Đi qua/ từ Tuyến Ōme  | ｜                    | ｜              | | Hachiōji  |
| JC-24 | Takao           | 高尾       | 3,3              | 53,1             | ●        | ●            | ●                 | Đi qua/ từ Tuyến Ōme  | ●                     | ●               | Tuyến Chūō Chính (nhiều tàu đến Ōtsuki) Tuyến Keiō Takao | Hachiōji  |

## Thế hệ tàu
Tốc hành・Tàu tốc hành đặc biệt・Chūō tốc hành đặc biệt・Ōme tốc hành đặc biệt ・Tàu tốc hành
- Dòng E233 (từ tháng 12 năm 2006)

Tuyến Chūō / Tuyến Ōme
- Dòng E257 (từ tháng 7 năm 2002)
- Dòng E351 (từ 15 tháng 3 năm 2008)

### Đầu tàu lúc trước
- Dòng 72
- Dòng 101
- Dòng 103
- Dòng 201

Tuyến Chūō / Tuyến Ōme

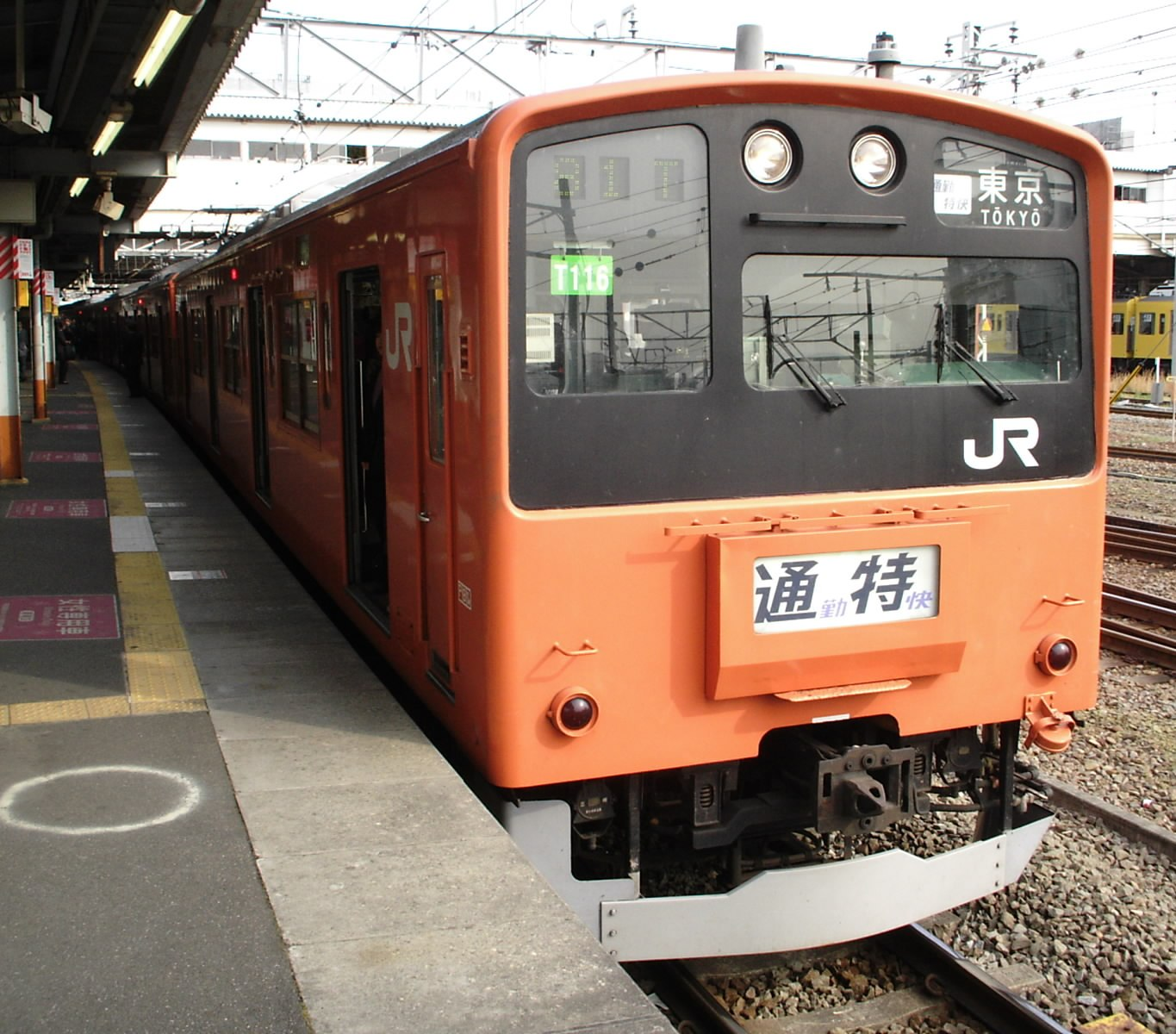
Tuyến Chūō dòng 201 (tháng 6 năm 1999)

- Dòng 183 (14 tháng 3 năm 1991 - 14 tháng 3 năm 2008)

## Liên kết
- Trang chủ Công ty đường sắt Đông Nhật Bản (JR East) (tiếng Anh)